# Astore (fiume)
Il fiume Astore è un affluente dell'Indo nella regione autonoma di Gilgit-Baltistan e uno dei fiumi che drenano l'altopiano di Deosai, attraversando la Valle dell'Astore. Il fiume nasce dalle pendici occidentali del Passo Burzil.